# Okręg administracyjny Chemnitz
Okręg administracyjny Chemnitz (niem. Direktionsbezirk Chemnitz) – jeden z dawnych trzech tego typów okręgów w Saksonii. Okręg powstał 1 sierpnia 2008 jako następstwo rejencji Chemnitz w wyniku reformy administracyjnej kraju związkowego. Jednostka została zlikwidowana 1 marca 2012 roku. Siedziba okręgu znajdowała się w mieście Chemnitz.
Okręg Chemnitz składał się z dawnej rejencji o tej samej nazwie i dawnego powiatu Döbeln.

## Podział administracyjny
Okręg administracyjny Chemnitz składał się z:
- jednego miasta na prawach powiatu
- czterech powiatów ziemskich

Miasto na prawach powiatu:
| Lp. | Nazwa gminy | Ludność (31.12.2009) | Powierzchnia km² |
| --- | ----------- | -------------------- | ---------------- |
| 1   | Chemnitz    | 243,089              | 220,85           |

Powiaty ziemskie:
| Lp. | Nazwa powiatu   | Ludność (31.12.2009) | Powierzchnia km² | Liczba gmin |
| --- | --------------- | -------------------- | ---------------- | ----------- |
| 1   | Erzgebirgskreis | 372.390              | 1 828,35         | 69          |
| 2   | Mittelsachsen   | 332 236              | 2 112,40         | 61          |
| 3   | Vogtland        | 247.196              | 1 309,85         | 45          |
| 4   | Zwickau         | 345.118              | 949,33           | 33          |